# NGC 900
NGC 900 is een lensvormig sterrenstelsel in het sterrenbeeld Ram. Het hemelobject werd op 5 september 1864 ontdekt door de Duitse astronoom Albert Marth.

## Synoniemen
- PGC 9079
- UGC 1843
- MCG 4-6-20
- ZWG 483.23
- NPM1G +26.0061